# آنتسفلد لیندابرون
آنتسفلد لیندابرون (به آلمانی: Enzesfeld-Lindabrunn) یک منطقهٔ مسکونی در اتریش است که در ناحیه بادن واقع شده‌است. آنتسفلد لیندابرون ۴٬۰۷۰ نفر جمعیت دارد.